# رابرت همستیل
رابرت همستیل (انگلیسی: Robert Hammerstiel؛ زادهٔ ۱۸ فوریهٔ ۱۹۳۳) نقاش اهل اتریش و شوالیه‌های سیلوستر یکم است.